# 難視聴地域
難視聴地域（なんしちょうちいき）とは人口の希薄な離島や、山間部で付近に送信所がない（または送信所の設置が不可能な場合）、もしくはその地域の地理的状況の影響により、地上波放送が受信できない条件にあることを指す。

## NHK衛星放送における難視聴対策放送
当初、一般視聴者向けの営業放送を行う、放送衛星ゆり2号a・ゆり2号bは、地上波放送の難視聴対策を目的としたものとして始まり、当初はNHK衛星第1放送（BS1）でNHK総合テレビジョン、第2放送（BS2）はNHK教育テレビジョンの番組を、一部のローカル枠の差し替えを除いてそのまま中継していた。（ただし当初はこの予定だったが、1984年のゆり2号aの打ち上げ直後に太陽電池の故障が発生したため、ゆり2号bが打ち上げられてBS2の放送が開始されるまでは、BS1で総合・教育の混成編成を行っていた）。
その後、1987年の大規模な番組改正でBS1が全面独自編成に移行したのに伴い、地上波の難視聴対策の放送はBS2に一本化され、総合・教育の混成編成を行い、1989年の本放送後はBS2も独自編成を強化したため、地上波の番組編成は大幅に縮小され、2011年3月の大規模再編に伴い、BS2での地上波難視聴対策のための放送は終了となった。

## 地デジ難視対策衛星放送（衛星のセーフティーネット）
詳細は「日本における衛星放送#地デジ難視対策衛星放送」を参照
その後、難視聴対策の解消目的の放送は、2010年3月11日から、地上デジタル衛星放送を使用した「衛星のセーフティーネット」と呼ばれる放送が開始された。難視聴地域（ホワイトリスト掲載地域）では難視対策衛星放送が利用できる。対象地域はBSアンテナが賃与され、一時的に東京のキー局が見られるが、標準画質（720×480）にまで劣化するうえ、データ放送には対応していない。

### 運用
BS-17chを独占的に使用し、年間6億円を放送局と総務省が負担し運用する。2010年2月22日に試験放送を開始、同年3月11日に正式開局し、2015年3月31日まで運用が行われた。総務省によると、ただちに放送が終了してチャンネルが空く訳ではなく、適宜情勢を考慮しながら最終的な停波を行うとしており、将来の空きチャンネルに対する新規放送事業者の公募は行っていない。
2014年7月13日の新聞報道によると、総務省はBSにおける4K放送の2020年開始予定を2016年開始に前倒しする方針であり、地デジ難視対策衛星放送終了後に発生する空き帯域を利用する。

## 批判
とりわけ多くの税金と、BSチャンネル1つ分（年額31億円相当）という公共設備を使用しながら、ホワイトリストで分類された地域があまりに少なすぎる事から、税金と公共設備の無駄遣いという批判がある。
また実際に視聴できないのにホワイトリストに記載されていない為、サービスを受ける権利が無い地域がある。
批判に対して、送信所を喪失した東日本大震災被災者の救済として機能したと言う意見もある。

## 解消
2015年6月24日、総務省は地デジ難視聴対策等が完了したと発表した。但し、共同受信施設やケーブルテレビへ加入での視聴を行わない限り地上波放送が見られない地域が多いのが現状である。例えば、奈良県では東部・南部の地域では中継局が設置されておらず、ケーブルテレビ・共同受信以外ではワンセグを含めても地上波放送の受信を行うことは極めて困難である。また、地デジ化の説明不足によりケーブルテレビ・共同受信から取り残されて、未だに地上波放送の受信が困難な地域が全国に点在しており、2021年現在、全世帯の約6%が該当するとしている。
2021年12月、日本放送協会（NHK）は、放送制度のあり方を議論する総務省の有識者会議において、難視聴地域への地上波放送を光ファイバーや衛星通信といったブロードバンドにて代替する方針を明らかにした。民放各局で構成する日本民間放送連盟（民放連）も協力する方針を示している。なお、2021年現在、NHKや一部の民放テレビ局はNHKプラスや日テレ系リアルタイム配信などといった、テレビ放送の同時ネット配信サービスを行っているが、それらのサービスとは異なるものとしている。
共同受信施設の経営難も問題となっている。埼玉県小鹿野町では町の人口約1万人の25％ほどに当たる1200世帯が難視聴地域であるが、各組合の赤字額は毎年100万円超で運営が立ち行かない状態が続いている。施設の組合長は「会費の値上げを検討したが、年金生活の一人暮らしの高齢者が大半のため困難。会員数も年々減少している。高齢者は地上波テレビが日常の情報源と娯楽であり、体制を維持したい」と述べ、別の施設関係者は「光テレビ視聴への切り替えも検討中だが、月額費用が高額なためテレビ視聴を諦める住民が出てくる可能性がある」と語っている。町の担当者は「テレビ視聴は住民の任意であり、町内のテレビ共同受信組合の数や、運営状況を把握しきれていない。テレビは災害情報などの貴重な収集源になっているので、自主共聴の運営者にはできる限り協力したいが、地デジ対策は国が絡む大規模な事案のため、自治体がどこまで関与するべきかの線引きに戸惑っている」としている。